# Lyzanxia
Lyzanxia est un groupe de death et thrash metal français, originaire d'Anjou.

## Biographie

### Débuts (1996–2001)
Lyzanxia est formé en 1996 par les frères Potvin. Le groupe enregistre sa première démo Rip My Skin, bonne démonstration du potentiel du groupe. En 1997, Lyzanxia sort en France en autoproduction son album-démo de onze titres intitulé Lullaby que la presse spécialisée et le milieu underground accueillent chaleureusement[réf. nécessaire]. Lyzanxia commence alors à jouer avec des groupes tels que Edge of Sanity, Disfear, Loudblast, et No Return.
Pour son premier album, Eden, le groupe s’octroie les services de l’un des producteurs de metal européen les plus en vue, Fredrik Nordström. Le label du groupe, Trepan Records conclut ensuite des accords de licence avec le Japon (Soundholic), l’Italie (Lucretia) et la France (Wagram Music) où Eden sort en 2001 et remporte un succès certain, aussi bien auprès des fans que des médias (6/6 Hard Rock : France, 84/100 Burrn : Japon, 9/10 Metal Mania : Canada...)[réf. nécessaire]. Après une tournée française, le groupe travaille sur deux vidéoclips, Bewitched et Dream Feeder. Eden marque également le début d’une collaboration avec l’artiste Alain Tréhard pour la création des pochettes et livrets du groupe.

### Mindcrimes(2002–2005)
L’année 2002 voit le groupe enregistrer son deuxième album, Mindcrimes. Le groupe travaille une fois de plus avec Fredrik Nordström. En mai 2002, David et Franck s’envolent pour Göteborg, en Suède, afin de mixer les titres avec Fredrik au Studio Fredman, et de masteriser l’album avec Goran Finnberg au Mastering Room Studio AB. Le 2 octobre 2002, le Japon (King Records) est le premier pays à distribuer Mindcrimes. Le très respecté magazine japonais Burrn! attribue à l'album Mindcrimes la note de 86/100, ce qui place le nouvel album de Lyzanxia dans les cinq meilleurs albums sur soixante-dix sorties chroniquées dans le même numéro[réf. nécessaire]. 
Afin de soutenir l’album, le groupe tourne ensuite le vidéoclip du morceau Silence Code avec le réalisateur Yohann Jouin, et celui de Medulla Need en juin 2003 avec le réalisateur Guillaume Pin. Lyzanxia retrouve la scène en juin aux côtés de Shaman, puis Behemoth. Fin 2003, à la suite d'un article élogieux dans le magazine Brave Words and Bloody Knuckles, le groupe engage des négociations pour signer un contrat mondial avec le label californien Reality Entertainment. Mindcrimes sort en Amérique du Nord le 9 mars 2004 et peu après dans plusieurs pays d'Europe. Lyzanxia est élu « meilleur nouveau groupe de l'année 2004 » par les lecteurs du magazine allemand Rock Hard[réf. nécessaire]. Reality Entertainment décide de monter une tournée américaine à la rentrée 2004, et le projet aboutit ; Lyzanxia quadrille l'Amérique du Nord pendant six semaines. 
L'année 2005 marque le début d’une nouvelle collaboration puisque Overcome Records prend la relève de Wagram pour la distribution française des albums Eden et Mindcrimes.

### Unsu(2006–2009)
En 2006, Lyzanxia signe avec le label Listenable Records, enregistre et mixe son nouvel album Unsu en janvier et février au Studio Fredman en Suède avec Fredrik Nordström assisté de Patrik J. Sten. Les 12 titres sont ensuite masterisés par Peter In De Betou au Tailor Maid Studio.

### Locust(depuis 2010)
Les frères Potvin et les autres membres du groupe étant engagés dans plusieurs projets musicaux et collaborations, le groupe se fait plus rare, mais l'aventure continue et en 2010 sort un nouvel opus intitulé Locust, accueilli favorablement par la critique qui présente ce nouvel album de Lyzanxia comme une référence du thrash metal français. Lyzanxia enchaîne en 2011 avec une prestation scénique aux côtés des plus grands du genre au mois de juin au Hellfest.

## Membres

### Membres actuels
- Franck Potvin - guitare rythmique, chant
- David Potvin - guitares rythmique, guitare solo, chant
- Vins Perdicaro - basse
- Clément Rouxel - batterie

### Anciens membres
- Dirk Verbeuren - batterie
- Gaël Feret - batterie
- Eguil Voisin - basse
- Gweltaz Kerjan - batterie
- Blaise Lecomte - batterie
- Clément Derock - batterie

## Discographie
- 1996 : Rip My Skin (démo)
- 1997 : Lullaby (démo)
- 2000 : Eden (album)
- 2003 : Mindcrimes (album)
- 2006 : Unsu (album)
- 2010 : Locust (album)